# Station Vielmur-sur-Agout
Station is een spoorwegstation in de Franse gemeente Vielmur-sur-Agout. Het wordt bediend door treinen van de TER Occitanie.